# Distrito de Libourne
El distrito de Libourne es un distrito (en francés arrondissement) de Francia, que se localiza en el departamento de Gironda (en francés Gironde), de la región de Aquitania. Cuenta con 9 cantones y 129 comunas.

## División territorial

### Cantones
Los cantones del distrito de Libourne son:
1. Cantón de Branne
2. Cantón de Castillon-la-Bataille
3. Cantón de Coutras
4. Cantón de Fronsac
5. Cantón de Guîtres
6. Cantón de Libourne
7. Cantón de Lussac
8. Cantón de Pujols
9. Cantón de Sainte-Foy-la-Grande

### Comunas
| 1. Abzac (33001)                         | 2. Les Artigues-de-Lussac (33014)       | 3. Arveyres (33015)                     | 4. Asques (33016)                        |
| 5. Baron (33028)                         | 6. Bayas (33034)                        | 7. Belvès-de-Castillon (33045)          | 8. Les Billaux (33052)                   |
| 9. Bonzac (33062)                        | 10. Bossugan (33064)                    | 11. Branne (33071)                      | 12. Cabara (33078)                       |
| 13. Cadarsac (33079)                     | 14. Cadillac-en-Fronsadais (33082)      | 15. Camiac-et-Saint-Denis (33086)       | 16. Camps-sur-l'Isle (33088)             |
| 17. Caplong (33094)                      | 18. Castillon-la-Bataille (33108)       | 19. Chamadelle (33124)                  | 20. Civrac-sur-Dordogne (33127)          |
| 21. Coubeyrac (33133)                    | 22. Coutras (33138)                     | 23. Daignac (33147)                     | 24. Dardenac (33148)                     |
| 25. Doulezon (33153)                     | 26. Espiet (33157)                      | 27. Eynesse (33160)                     | 28. Le Fieu (33166)                      |
| 29. Flaujagues (33168)                   | 30. Francs (33173)                      | 31. Fronsac (33174)                     | 32. Galgon (33179)                       |
| 33. Gardegan-et-Tourtirac (33181)        | 34. Gensac (33186)                      | 35. Gours (33191)                       | 36. Grézillac (33194)                    |
| 37. Guillac (33196)                      | 38. Guîtres (33198)                     | 39. Génissac (33185)                    | 40. Izon (33207)                         |
| 41. Jugazan (33209)                      | 42. Juillac (33210)                     | 43. Lagorce (33218)                     | 44. Lalande-de-Pomerol (33222)           |
| 45. La Lande-de-Fronsac (33219)          | 46. Lapouyade (33230)                   | 47. Libourne (33243)                    | 48. Ligueux (33246)                      |
| 49. Lugaignac (33257)                    | 50. Lugon-et-l'Île-du-Carnay (33259)    | 51. Lussac (33261)                      | 52. Les Lèves-et-Thoumeyragues (33242)   |
| 53. Maransin (33264)                     | 54. Margueron (33269)                   | 55. Montagne (33290)                    | 56. Mouillac (33295)                     |
| 57. Mouliets-et-Villemartin (33296)      | 58. Moulon (33298)                      | 59. Naujan-et-Postiac (33301)           | 60. Néac (33302)                         |
| 61. Nérigean (33303)                     | 62. Les Peintures (33315)               | 63. Pessac-sur-Dordogne (33319)         | 64. Petit-Palais-et-Cornemps (33320)     |
| 65. Pineuilh (33324)                     | 66. Pomerol (33328)                     | 67. Porchères (33332)                   | 68. Puisseguin (33342)                   |
| 69. Pujols (33344)                       | 70. Puynormand (33347)                  | 71. Périssac (33317)                    | 72. Rauzan (33350)                       |
| 73. Riocaud (33354)                      | 74. La Rivière (33356)                  | 75. La Roquille (33360)                 | 76. Sablons (33362)                      |
| 77. Saillans (33364)                     | 78. Saint-Aignan (33365)                | 79. Saint-André-et-Appelles (33369)     | 80. Saint-Antoine-sur-l'Isle (33373)     |
| 81. Saint-Aubin-de-Branne (33375)        | 82. Saint-Avit-Saint-Nazaire (33378)    | 83. Saint-Avit-de-Soulège (33377)       | 84. Saint-Christophe-de-Double (33385)   |
| 85. Saint-Christophe-des-Bardes (33384)  | 86. Saint-Cibard (33386)                | 87. Saint-Ciers-d'Abzac (33387)         | 88. Saint-Denis-de-Pile (33393)          |
| 89. Saint-Genès-de-Castillon (33406)     | 90. Saint-Genès-de-Fronsac (33407)      | 91. Saint-Germain-de-la-Rivière (33414) | 92. Saint-Germain-du-Puch (33413)        |
| 93. Saint-Hippolyte (33420)              | 94. Saint-Jean-de-Blaignac (33421)      | 95. Saint-Laurent-des-Combes (33426)    | 96. Saint-Magne-de-Castillon (33437)     |
| 97. Saint-Martin-de-Laye (33442)         | 98. Saint-Martin-du-Bois (33445)        | 99. Saint-Michel-de-Fronsac (33451)     | 100. Saint-Médard-de-Guizières (33447)   |
| 101. Saint-Pey-d'Armens (33459)          | 102. Saint-Pey-de-Castets (33460)       | 103. Saint-Philippe-d'Aiguille (33461)  | 104. Saint-Philippe-du-Seignal (33462)   |
| 105. Saint-Quentin-de-Baron (33466)      | 106. Saint-Quentin-de-Caplong (33467)   | 107. Saint-Romain-la-Virvée (33470)     | 108. Saint-Sauveur-de-Puynormand (33472) |
| 109. Saint-Seurin-sur-l'Isle (33478)     | 110. Saint-Sulpice-de-Faleyrens (33480) | 111. Saint-Vincent-de-Pertignas (33488) | 112. Saint-Émilion (33394)               |
| 113. Saint-Étienne-de-Lisse (33396)      | 114. Sainte-Colombe (33390)             | 115. Sainte-Florence (33401)            | 116. Sainte-Foy-la-Grande (33402)        |
| 117. Sainte-Radegonde (33468)            | 118. Sainte-Terre (33485)               | 119. Les Salles-de-Castillon (33499)    | 120. Savignac-de-l'Isle (33509)          |
| 121. Tarnès (33524)                      | 122. Tayac (33526)                      | 123. Tizac-de-Curton (33531)            | 124. Tizac-de-Lapouyade (33532)          |
| 125. Vayres (33539)                      | 126. Vignonet (33546)                   | 127. Villegouge (33548)                 | 128. Vérac (33542)                       |
| 129. Les Églisottes-et-Chalaures (33154) |                                         |                                         |                                          |